# 船橋フェイスビル
船橋フェイスビル（ふなばし-）は、船橋フェイスビルは、船橋駅南口・京成船橋駅北口に位置し、船橋駅南口再開発事業・第一地区として行われた市街地再開発事業で建設された再開発ビルで、2003年（平成15年）4月17日に完成した。

## 概要
地上14階・地下3階のビルで、階ごとに商業ゾーン・公共公益ゾーン・オフィスゾーンと区分されている。

## 歴史
- 1988年（昭和63年）2月23日 - 船橋駅南口市街地再開発事業が千葉県都市計画地方審議会で承認される[2]。
- 2002年（平成14年）10月7日 - 再開発ビルの名称を決定[3]。
- 2003年（平成15年）4月17日 - 開館[1]。

### 各階内訳
| 階数 | ゾーン名         | 内容 |
| ---- | ---------------- | --- |
| 14F  | 業務ゾーン       | 事業所など |
| 13F  | 業務ゾーン       | 事業所など |
| 12F  | 業務ゾーン       | 事業所など |
| 11F  | 業務ゾーン       | 事業所など |
| 10F  | 業務ゾーン       | 事業所など |
| 9F   | 業務ゾーン       | ジョブカフェちば（ちば若者キャリアセンター・船橋ヤング）ハローワーク                                                                    |
| 8F   | 業務ゾーン       | 〃 |
| 7F   | 国・県の公共施設 | 千葉県赤十字献血ルームフェイス 葛南地域振興事務所 年金相談センター 三番瀬サテライトオフィス                                             |
| 6F   | 公共公益ゾーン   | 市民文化創造館「きらら」 |
| 5F   | 公共公益ゾーン   | 船橋駅前総合窓口センター 船橋市民活動サポートセンター 船橋市消費生活センター 高年齢者職業相談室                                         |
| 4F   | 商業ゾーン       | 食品売り場・飲食店・娯楽・銀行・ビックカメラ船橋駅FACE店等 （2Fには各駅と結ぶペデストリアンデッキ、B1Fには駐輪場（1,446台収容）がある） |
| 3F   | 商業ゾーン       | 食品売り場・飲食店・娯楽・銀行・ビックカメラ船橋駅FACE店等 （2Fには各駅と結ぶペデストリアンデッキ、B1Fには駐輪場（1,446台収容）がある） |
| 2F   | 商業ゾーン       | 食品売り場・飲食店・娯楽・銀行・ビックカメラ船橋駅FACE店等 （2Fには各駅と結ぶペデストリアンデッキ、B1Fには駐輪場（1,446台収容）がある） |
| 1F   | 商業ゾーン       | 食品売り場・飲食店・娯楽・銀行・ビックカメラ船橋駅FACE店等 （2Fには各駅と結ぶペデストリアンデッキ、B1Fには駐輪場（1,446台収容）がある） |
| B1F  | 商業ゾーン       | 食品売り場・飲食店・娯楽・銀行・ビックカメラ船橋駅FACE店等 （2Fには各駅と結ぶペデストリアンデッキ、B1Fには駐輪場（1,446台収容）がある） |
| B2F  | 駐車場           | 各階187台収容 |
| B3F  | 駐車場           | 各階187台収容 |